# Cerotoma trifurcata
Cerotoma trifurcata är en skalbaggsart som först beskrevs av Forster 1771.  Cerotoma trifurcata ingår i släktet Cerotoma och familjen bladbaggar. Inga underarter finns listade i Catalogue of Life.